# Spiegelschleifen
Als Spiegelschleifen wird das präzise – manuelle oder maschinelle – Herstellen gewölbter Spiegel bezeichnet, wie sie vor allem in der Astronomie für Spiegelteleskope eingesetzt werden. Der Schliff kleinerer Spiegel ist ein beliebtes Hobby mancher Amateurastronomen.
Als Spiegelmaterial wird heute neben Glas auch Glaskeramik – vor allem Zerodur von Schott – verwendet. Bis etwa 1900 wurden Teleskopspiegel aus Metall geschliffen. Dazu war man schon früh übergegangen, weil große Glasrohlinge nicht ausreichend homogen gegossen werden konnten. Moderne Glas- und später Glaskeramiksorten besitzen einen sehr kleinen Ausdehnungskoeffizienten. Nach dem Guss müssen die Spiegelrohlinge sehr langsam (über bis zu mehrere Monate bei großen Exemplaren) abgekühlt werden, um Homogenität und Freiheit von mechanischen Spannungen im Glas zu erzielen.

## Spiegelformen und Material
Die Oberflächenform astronomischer Spiegel ist entweder sphärisch oder parabolisch und muss auf mindestens 10 % der Lichtwellenlänge, d. h. auf mindestens 0,05 Mikrometer genau erfolgen. Das klingt schwierig, ist aber für einen Kugelspiegel von 20 cm Durchmesser in 1 bis 2 Tagen machbar. Eine höhere Abbildungsqualität wird mit Parabolspiegeln erreicht, wofür etwa die doppelte Arbeitszeit und spezielle Prüfgeräte erforderlich sind.
Die Arbeitstechnik ist prinzipiell einfach, erfordert aber harmonische Bewegungen und anfangs hohe Konzentration. Man beginnt mit zwei runden, plan gegossenen Glasscheiben der gewünschten Spiegelgröße, von denen die dünnere (Rohling) der Spiegel wird und die dickere als Gegenstück (Schleifwerkzeug oder englisch „Tool“) dient. Das Gegenstück kann auch aus Granit bestehen oder sogar rund aus einer Gehwegplatte geschnitten werden.

## Grob- und Feinschliff
Zunächst muss man den Rohling des Spiegels mit einem Schleifstein „anfasen“, sonst brechen die Kanten beim Schleifen aus; 1 bis 2 mm Fase reichen. Anschließend wird mit grobem Siliziumkarbid (Karborund oder „Karbo“, beste Korngröße 80) die nötige Vertiefung in den Rohling gearbeitet. Das Schleifen selbst erfolgt mit wiegenden langen Strichen mit großem seitlichen Überhang. Noch effektiver sind ausladende Kreis- oder ovale Bewegungen, bei denen der Rohling immer „in Schwung bleibt“. Immer wieder prüft man die Pfeilhöhe (Vertiefung gegenüber dem Rand), die sich aus der gewünschten Krümmung bzw. Brennweite des Spiegels ergibt.

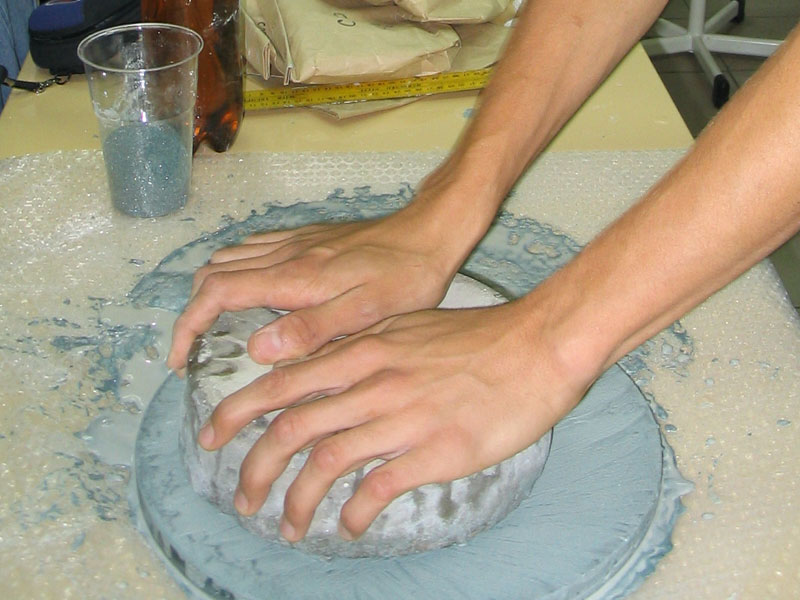
Manuelles Schleifen eines 30-cm-Spiegels

Die weitere Bearbeitung erfolgt mit zunehmend feinerem Karbo-Wasser-Brei. Durch dieses zwischen den Scheiben eingebrachte Schleifmaterial und das kreisend-drehende Reiben nimmt der Rohling allmählich die sphärische Form an und wird zu einem (konkaven) Hohlspiegel, das Gegenstück zu einer konvex gekrümmten Scheibe.
Im Laufe der Zeit nimmt man immer feineres Schliffpulver, während die letzten Arbeitsgänge, das eigentliche Polieren mit Polierrot oder Ceroxid erfolgen und die Kontrolle der Schliffform durch einfache optische Prüfung des reflektierten Bildes möglich ist.

## Formprüfung und Parabolisierung
Das Prüfen der Kugelform erfolgt meist mit dem Foucaultschen Messerschneiden-Test, der die Güte der Reflexion im Kugelmittelpunkt prüft. Danach kann anhand typischer Testbilder oder mit Messfühler und PC-Programm die Parabolisierung beginnen.
Beim Parabolspiegel ist die Krümmung am Spiegelrand schwächer als beim Kugelspiegel, damit sich parallele Lichtstrahlen exakt im Brennpunkt treffen. Die Formgebung erfolgt wie oben, jedoch unter dauernder optischer Kontrolle.
Zu den Prüfverfahren gibt es zunehmende Fachliteratur. Neben der Messerschneiden-Methode wird die Spiegelqualität auch häufig mit dem Ronchi-Gitter oder dem Lyot-Test geprüft.

## Schleifen großer Linsen
Das Herstellen von optischen Linsen erfolgt auf ähnliche Art, erfordert aber hohe Erfahrung. Amateure können allenfalls Objektivlinsen schleifen, die zum Bearbeiten groß genug sind. Das Herstellen von Okularen bleibt optischen Werkstätten vorbehalten.
Die notwendige Schliffgenauigkeit ist geringer als bei Spiegeln, weil die sich ergebenden Fehler der optischen Weglänge bei Refraktion kleiner als die bei Reflexion sind (zumindest für n < 3).
| Brechungs index n | Optische Wegdifferenz             | Optische Wegdifferenz                            |
| Brechungs index n | Absolut zum mecha- nischen Fehler | Relativ zum bei Reflexion sich ergebenden Fehler |
| ----------------- | --------------------------------- | ------------------------------------------------ |
| 1,4               | 0−40 %                            | −1/5                                             |
| 1,5               | 0−50 %                            | −1/4                                             |
| 1,67              | 0−67 %                            | −1/3                                             |
| 2                 | −100 %                            | −1/2                                             |
| 3                 | −200 %                            | −1/1                                             |
| Spiegel           | +200 %                            | +1                                               |

Dafür ist die Bearbeitung von Linsen und ihre Politur so weit zu führen, dass die Oberflächen völlig durchsichtig werden.

## Industrielle Produktion
Im Technologiecampus der Hochschule Deggendorf in Teisnach entstand von Oktober 2012 bis 2013 eine „Optikmaschine“ die UPG 2000 CNC, (eine achtachsige CNC gesteuerte Spiegelschleif- und Poliermaschine) zur Fertigung „höchst präziser Teleskopspiegel“ bis zwei Meter Durchmesser für die Weltraumforschung, z. B. im Auftrag der ESO.